# باربرا دونالد
باربرا دونالد (بالإنجليزية: Barbara Donald)‏ هي قائدة فرقة ‏ وموسيقية أمريكية، ولدت في 9 فبراير 1942 في منيابولس في الولايات المتحدة، وتوفيت في 23 مارس 2013.

## وصلات خارجية
- باربرا دونالد على موقع ميوزك برينز (الإنجليزية)
- باربرا دونالد على موقع أول ميوزيك (الإنجليزية)
- باربرا دونالد على موقع ديسكوغز (الإنجليزية)